# Oratemnus timorensis
Oratemnus timorensis är en spindeldjursart som beskrevs av Beier 1932. Oratemnus timorensis ingår i släktet Oratemnus och familjen Atemnidae. Inga underarter finns listade i Catalogue of Life.